# Riferimento (informatica)
In programmazione, la parola riferimento (o reference in inglese) indica, in generale, un valore che identifica univocamente e permette di accedere a un dato in memoria.
In molti linguaggi, "riferimento" è sinonimo di puntatore. In altri, i riferimenti sono specializzazioni o varianti del concetto di puntatore. Alcuni esempi sono:
- i riferimenti del C++, che sono speciali puntatori a dereferenziazione implicita;
- i riferimenti del Java, assimilabili a puntatori a oggetto.

Espressioni composte che usano il termine riferimento:
- il passaggio di parametri per riferimento è una forma di passaggio di parametri a sottoprogramma, in cui quest'ultimo riceve un riferimento a un dato anziché una copia del valore (si veda passaggio di parametri per valore).